# Vadim Ivanov
Vadim Gennad'evič Ivanov (in russo Вадим Геннадьевич Иванов?; Nižnij Tagil, 17 luglio 1943 – Vologda, 6 novembre 1996) è stato un allenatore di calcio e calciatore sovietico dal 1991 russo, di ruolo centrocampista.

## Palmarès

### Giocatore

#### Competizioni nazionali
- Campionato sovietico: 2

Dinamo Mosca: 1963
Spartak Mosca: 1969
- Coppa dell'Unione Sovietica: 2

Dinamo Mosca: 1966-1967
Spartak Mosca: 1971

## Statistiche

### Cronologia presenze e reti in Nazionale
| Cronologia completa delle presenze e delle reti in nazionale ― Unione Sovietica | Cronologia completa delle presenze e delle reti in nazionale ― Unione Sovietica | Cronologia completa delle presenze e delle reti in nazionale ― Unione Sovietica | Cronologia completa delle presenze e delle reti in nazionale ― Unione Sovietica | Cronologia completa delle presenze e delle reti in nazionale ― Unione Sovietica | Cronologia completa delle presenze e delle reti in nazionale ― Unione Sovietica | Cronologia completa delle presenze e delle reti in nazionale ― Unione Sovietica | Cronologia completa delle presenze e delle reti in nazionale ― Unione Sovietica |
| Data                                                                            | Città                                                                           | In casa                                                                         | Risultato                                                                       | Ospiti                                                                          | Competizione                                                                    | Reti                                                                            | Note                                                                            |
| ------------------------------------------------------------------------------- | ------------------------------------------------------------------------------- | ------------------------------------------------------------------------------- | ------------------------------------------------------------------------------- | ------------------------------------------------------------------------------- | ------------------------------------------------------------------------------- | ------------------------------------------------------------------------------- | ------------------------------------------------------------------------------- |
| 28/04/1971                                                                      | Sofia                                                                           | Bulgaria                                                                        | 1 – 1                                                                           | Unione Sovietica                                                                | Amichevole                                                                      | -                                                                               | 85’                                                                             |
| Totale                                                                          |                                                                                 | Presenze                                                                        | 1                                                                               |                                                                                 | Reti                                                                            | 0                                                                               |                                                                                 |